# Гай Октавий (претор)
Гай Окта́вий (лат. Gaius Octavius; умер в 59 году до н. э.) — древнеримский сенатор. Происходил из древнего, богатого всаднического рода Октавиев, первым в роду достиг ранга сенатора. Отец императора Августа.

## Происхождение
Родоначальник Октавиев, Гней Октавий Руф, в 230 г до н. э. достиг должности квестора. Руф оставил двух сыновей: старшего, Гнея, ставшего основателем «консульской» ветви рода Октавиев, и младшего, Гая, ставшего родоначальником «всаднической» ветви рода, он  воевал в звании военного трибуна во Второй Пунической войне и был предком Октавиана Августа. Все представители этой ветви носили преномен Гай, прапрадед и прадед Октавиана жили в Велитрах и магистратур не занимали, а дед был городским магистратом и дожил до преклонного возраста, скопив неплохое состояние. Он оставил сына — отца будущего зачинателя Римской империи.

## Биография
В молодости Октавий дважды занимал должность военного трибуна, в 73 году до н. э. стал квестором, а в 64 году — плебейским эдилом. В 70 году до н. э. Гай Октавий вторично женился на Атии, дочери Марка Атия Бальба и Юлии, сестры Юлия Цезаря. Пользуясь поддержкой Гая Юлия Цезаря и Луция Лициния Мурены, Октавий достигает в 61 году до н. э. должности претора и звания сенатора. После претуры в 60 году до н. э. он назначается проконсулом провинции Македония. Следуя туда, Октавий по специальному поручению сената организовал уничтожение остатков разгромленных войск Луция Сергия Катилины и Спартака, действовавших на юге Италии. В Македонии он проявил себя неплохим администратором и полководцем: Светоний сообщает, что Марк Туллий Цицерон ставил его в пример своему брату Квинту, тогда наместнику соседней провинции Азия. Октавий собирался домогаться консульства, но неожиданно скончался во время возвращения из своей провинции в Рим в 59 году до н. э.

## Потомки
От первого брака с Анхарией (ум. до 69 до н. э.):
- Октавия Старшая (ок. 78 — до 43 до н. э.).

От второго брака с Аттией Старшей (ок. 85 — 43 до н. э.):
- Октавия Младшая (69—11 до н. э.);
- Гай Октавий Фурин, он же Октавиан Август (23 сентября 63 до н. э. — 19 августа 14), 1-й Римский император с 27 года до н. э.